# Émerson Carvalho da Silva
Émerson Carvalho da Silva (vzdevek Émerson), brazilski nogometaš, * 5. januar 1975, Bauru, Brazilija.
Za brazilsko reprezentanco je odigral tri uradne tekme.